# 元木大介のエキサイトサタデー
元木大介のエキサイトベースボールサタデー（もときだいすけのえきさいとさたでー）は、かつてTBSラジオをキーステーションにナイターオフシーズンに放送されていたプロ野球情報番組。
TBSラジオはセントラル警備保障提供。

## 放送時間
2006年・2007年のオフシーズンに放送されていたが、2008年度は『エキサイトベースボールマネージャーズ』が週末にも拡大するため、放送されない。
- 2006年度
  - 2006年10月7日-2007年3月31日　17:50-19:00
  - 番組名：元木大介のエキサイトサタデー
- 2007年度
  - 2007年10月6日-2008年3月29日　17:30-19:00
  - 番組名：元木大介のエキサイトベースボールサタデー
  - TBSラジオでは17:45-17:50にウィークエンドネットワークを内包している。

※ネット局は18:00-19:00 

## 出演者
- 元木大介
- 青木真麻

## ネット局
- 秋田放送
- 山梨放送
- 北日本放送
- 北陸放送
- 福井放送

注：2006年ナイターオフにおけるネット局
※TBSラジオはCM後（SS前）に「聞けば見えてくる、TBSラジオ」を挿入。